# 吉萊斯皮 (伊利諾伊州)
吉萊斯皮（英語：Gillespie）是一個位於美國伊利諾伊州馬庫平縣的城市。

## 地理
吉萊斯皮的座標為39°07′34″N 89°48′59″W / 39.12611°N 89.81639°W，而該地的平均海拔高度為202米（即663英尺）。

## 人口
根據2010年美國人口普查的數據，吉萊斯皮的面積為3.85平方千米，當中陸地面積為3.85平方千米，而水域面積為0.00平方千米。當地共有人口3319人，而人口密度為每平方千米862.08人。